# Casa Brunet

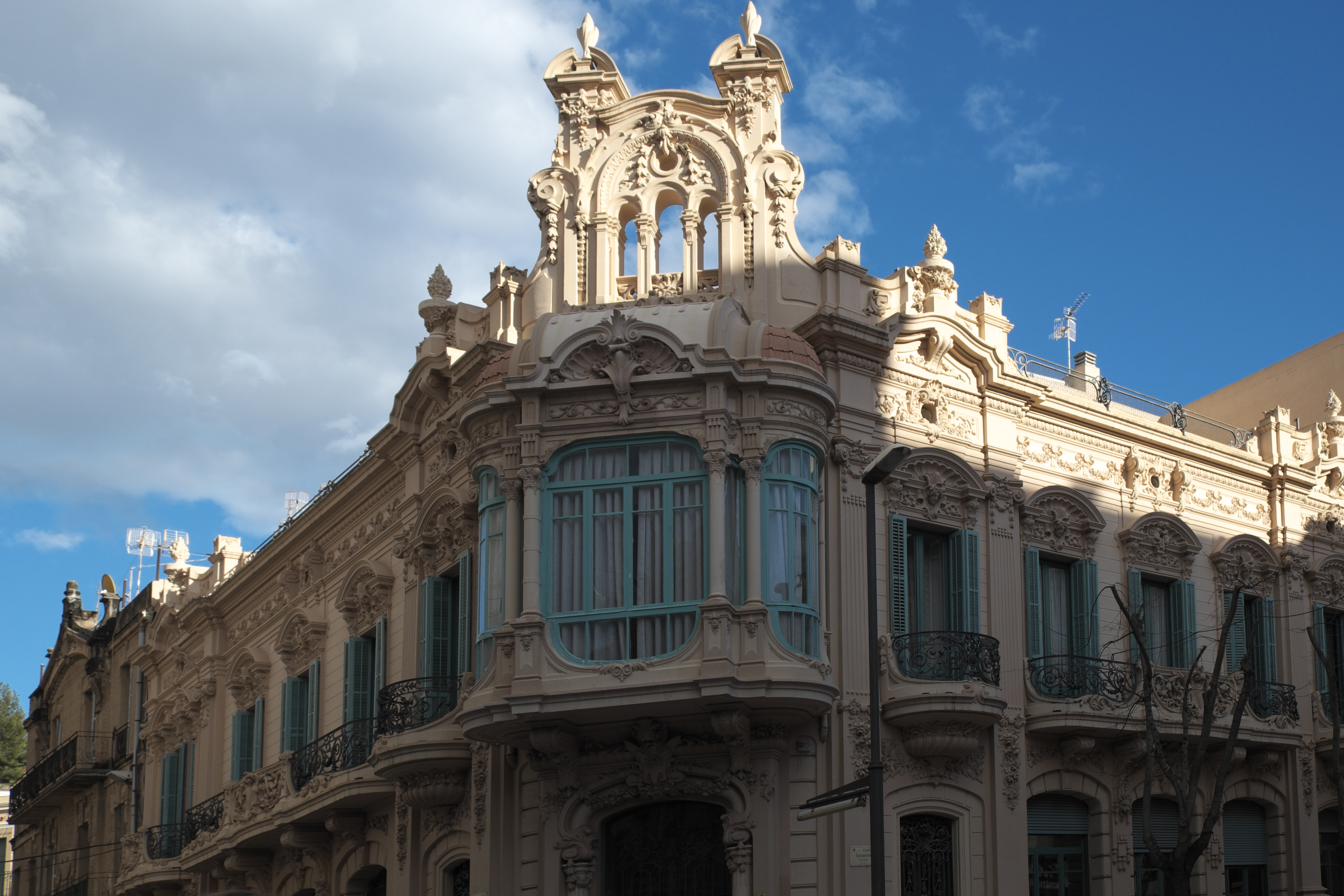
Casa Brunet

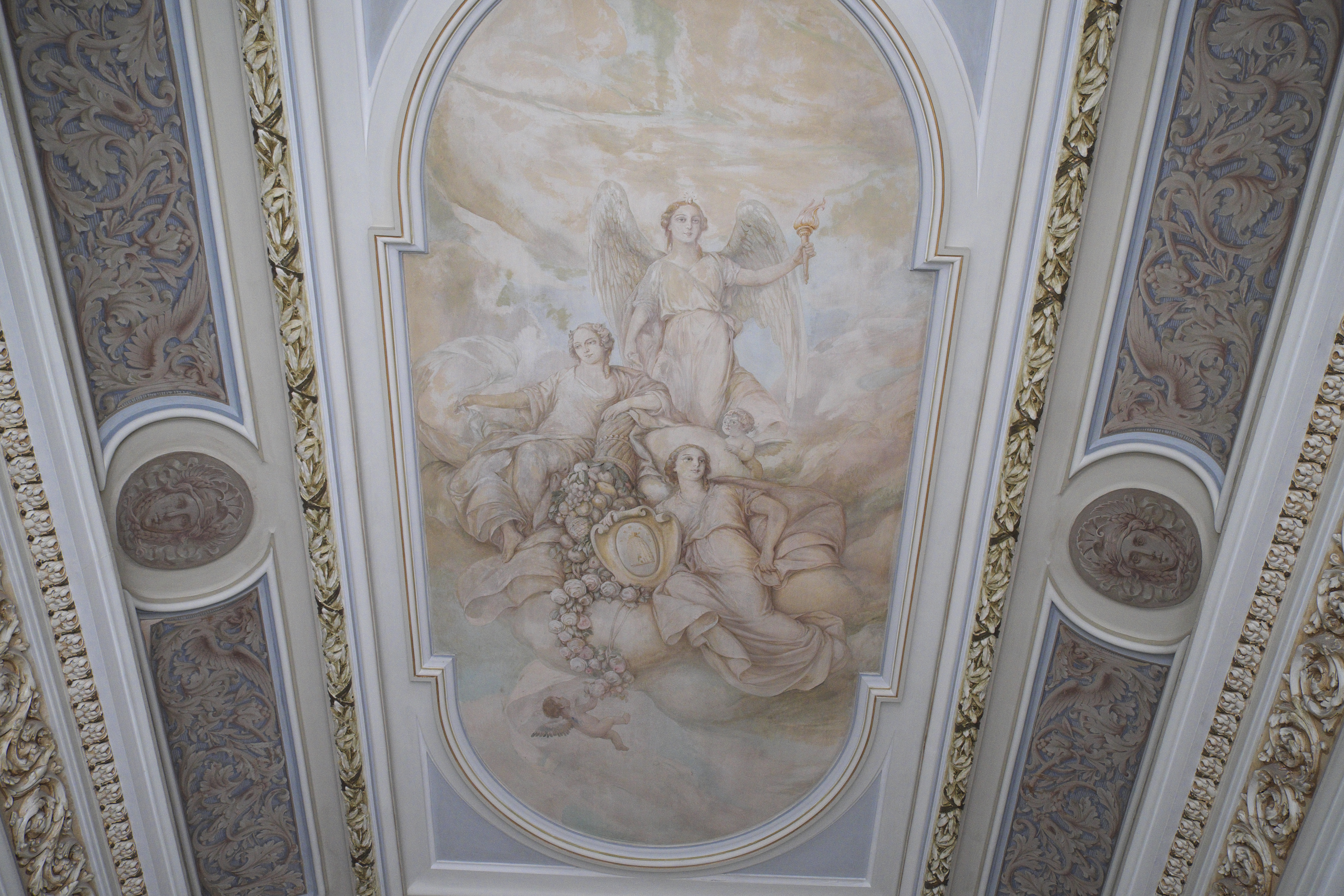
Deckengemälde im Vestibül

Die Casa Brunet in Tortosa, einer Stadt in der Provinz Tarragona der spanischen Region Katalonien, wurde 1913 errichtet. Das Gebäude an der Carrer Miguel de Cervantes Nr. 7 ist ein geschütztes Baudenkmal (Bien de Interés Cultural).

## Beschreibung
Das Haus, das die Industrie- und Handelskammer beherbergt, wurde im Stil des Eklektizismus errichtet. Das Gebäude liegt im Stadtviertel, das um 1900 als Erweiterung der Altstadt entstand und in Katalonien als Eixample bezeichnet wird (siehe auch Eixample in Barcelona). Das Eckgebäude besitzt auf seinem Dach einen weithin sichtbaren Aufbau in Form eines Dreifachfensters mit Bekrönungen. Das Vestibül ist mit einem Deckengemälde geschmückt, auf dem ein Füllhorn und eine Fackel dargestellt sind, die Symbole des Reichtums und des Fortschritts.